# Масхарабоз
Масхарабоз (узб. Masxaraboz, Масхарабоз от узбекского масхара — насмешка или шутка и персидского бози — игра) — клоун, комик актёр.
Масхарабозы были как правило выходцами из бедных семей. В своих представлениях они разыгрывали сатирические сценки, народные сказки, исполняли песни, танцы. Их представления были насыщены сарказмом и гротеском, социальной остротой. Костюмы и декорации зачастую были условны, но при этом игра масхарабоза отличалась реализмом. Живо и легко импровизируя текст на основании сюжетной схемы они воссоздавали исполняемые образы.
В конце XIX и в начале XX века наиболее крупные и известные масхарабозы вступали вместе с циркачами и дорбозами (средниазиатские уличные канатаходцы).
Число масхарабозов в XX веке значительно уменьшилось, их заменили профессиональные актёры. Но оставшиеся таланты из народа наполняли свои представления новым содержимым, критикуя лодырей и прогульщиков.